# 伊斯咸
伊斯特漢姆（英語：East Ham）是位於英國英格蘭倫敦郊外的一個地區，也是紐漢倫敦自治市的一部分，距離查令十字東部8英里（12.8公里）。伊斯特漢姆是倫敦計劃中設定的35個主要中心區之一。伊斯特漢姆的人口構成十分多樣。當地有一家足球俱樂部。